# 中西吉明
中西 吉明 （なかにし よしあき、1943年または1944年 - ）は、日本の地方公務員。石川県農林水産部長、同教育委員会教育長、同副知事を歴任。瑞宝中綬章受章。

## 人物・経歴
石川県庁に入庁し、農林水産部長。2004年 (平成16年) 3月 河田直美を後任
として同職を退任、石川県退職。石川県信用保証協会専務理事を経て、2006年7月 山岸勇の後任として石川県教育委員会教育長。2010年7月 教育長を竹中博康と交代し、杉本勇壽の後任として副知事就任。2022年 (令和4年) 3月 徳田博を後任として田中新太郎とともに副知事退任。能登空港ターミナルビル社長。

## 栄典
- 2022年 令和4年秋の叙勲で瑞宝中綬章を受章[1]。